# Mokokchung (huyện)
Huyện Mokokchung là một huyện thuộc bang Nagaland, Ấn Độ. Thủ phủ huyện Mokokchung đóng ở Mokokchung. Huyện Mokokchung có diện tích 1615 ki lô mét vuông. Đến thời điểm năm 2001, huyện Mokokchung có dân số 227230 người.